# Organisation (groupe)
Pour les articles homonymes, voir Organisation et Organisation (album).
Organisation zur Verwirklichung gemeinsamer Musikkonzepte (littéralement : « organisation pour la réalisation de concepts musicaux partagés » en allemand), plus souvent désigné sous le nom raccourci d'Organisation, est un groupe de musique expérimentale krautrock allemand. Il est prédécesseur immédiat du groupe Kraftwerk. Formé par Ralf Hütter et Florian Schneider-Esleben, le groupe compte également Basil Hammoudi, Butch Hauf et Alfred « Fred » Mönicks. Paul Lorenz, Peter Martini et Charly Weiss ont également assisté Organisation sur scène.

## Historique
L'unique album d'Organisation, Tone Float, est produit par Konrad « Conny » Plank et sort sous le label RCA Victor au Royaume-Uni en août 1969. Non publié en Allemagne où il y est seulement disponible en import, l'album se vent mal et RCA renonce à prolonger son contrat avec le groupe. C'est à ce moment-là que Ralf Hütter et Florian Schneider-Esleben décident de fonder Kraftwerk.  Le groupe Organisation, abandonné par ses deux membres les plus influents, disparaît alors rapidement. Basil Hammoudi, Butch Hauf et Fred Mönicks retournent à l'université pour terminer leurs études. Basil Hammoudi, de même que l'ancien percussionniste de Kraftwerk Andreas Hohmann, travaillera par la suite avec le groupe de jazz-rock Ibliss.
Selon une interview de Fred Mönicks réalisée dans le milieu des années 1990, les cinq jeunes musiciens avaient déjà commencé à jouer sous le nom de Kraftwerk quelque temps après l'enregistrement de Tone Float, alors que RCA souhaitait que le groupe conserve un nom adapté au marché anglais, puisque l'album n''était publié qu'au Royaume-Uni. 
Une vidéo diffusée par la chaîne de télévision allemande WDR montre le groupe en train de jouer Ruckzuck, morceau qui figurera sur le premier album de Kraftwerk à l'automne 1970. La performance, enregistrée à la Grughalle de Essen le 25 avril 1970, faisait partie du Essener Pop und Blues Festival (Festival de pop et de blues d'Essen), et est la dernière apparition du groupe sous le nom d'Organisation.

## Membres
- Ralf Hütter - orgue Hammond (1969-1970)
- Florian Schneider-Esleben - flûte électrique, flûte alto, cloche, triangle, tambourin, violon électrique, percussions (1969-1970)
- Basil Hammoudi - glockenspiel, conga gong, boîte à musique, percussions, voix (1969-1970)
- Butch Hauf - basse, shaky tube, clochettes, marteau en plastique, percussions (1969-1970)
- Alfred « Fred » Mönicks - batterie, bongos, maracas, cencerro, tambourin, percussions (1969-1970)

### Musiciens de tournée
- Paul Lorenz - trompette (1970)
- Peter Martini - percussions (1970)
- Charly Weiss - batterie (1970 - décédé en 2009)

## Discographie
- 1969 : Tone Float